# Partia Wielkopolska
Partia Wielkopolska – struktura wojskowa Wojska I Rzeczypospolitej.
W 1765 roku Komisja Wojskowa Koronna podzieliła cała jazdę polskiego autoramentu na partie.

## Regimentarze partii wielkopolskiej
- Krzywicki – starosta zygwulski(1765–)[1]
- Suchodolski (–1772)[2]
- Kraszewski (1772–)[2]

## Skład partii w 1767 roku
- Husarii – 110/72[3]
- Pancernych – 350/225[3]
- Lekkich – 65/38[3]

Razem – 625/335